# 1560
1560 (MDLX) var ett skottår som började en måndag i den julianska kalendern.

## Händelser

### Februari
- 2 februari – Filip II av Spanien förmäls med Elisabeth av Valois.

### April
- April – Hertig Johan (III) kommer hem från England med avslag på hertig Erik (XIV):s frieri till drottning Elisabet.

### Juli
- 1 juli – Gustav Vasa tar avsked av folket.
- 6 juli – Fördraget i Edinburgh sluts mellan England, Frankrike och Skottland, vilket innebär slutet för Auldalliansen.

### Augusti
- 17 augusti – Den skotska reformationsdagen: Romersk-katolska kyrkan ersätts av en protestantisk folkkyrka och reformationen i Skottland genomförs.
- 21 augusti – Total solförmörkelse inträffar över delar av Europa.

### September
- 29 september – Gustav Vasa dör och därmed blir hans äldste son Erik XIV kung av Sverige, varvid Laurentius Petri Gothus blir hovpredikant och Jöran Persson blir kungens mest betrodde sekreterare med kontroll över förläningsväsendet och stort inflytande över ämbetstillsättningar.[1]

### December
- 21 december – Gustav Vasa begravs i Uppsala domkyrka tillsammans med sina två första hustrur.

### Okänt datum
- Ärkebiskopen Laurentius Petri förbjuder svenska präster att döpa zigenares barn eller att begrava döda zigenare.
- Den första tulpanlöken förs från Osmanska riket till Nederländerna.
- Jean Nicot bryter väg för tobaken genom att leverera snus till franska hovet.
- Mogulriket erövrar det indiska riket Malwa.
- Westminster College inrättas av Elisabet I av England.

## Födda
- 17 januari – Gaspard Bauhin, botanist.
- 5 april – Flaminio Ponzio, italiensk arkitekt.
- 7 augusti – Elizabeth Bathory, ungersk seriemördare.
- 10 augusti – Hieronymus Praetorius, tysk kompositör.
- 2 november – Annibale Carracci, italiensk målare.
- Andrea Andreani, italiensk konstnär.
- Antonio Il Verso, siciliansk kompositör.
- Giovanni Bernardino Nanino, italiensk kompositör.
- Felice Anerio, italiensk kompositör.
- Jacobus Arminius, holländsk teolog.
- Jan Karol Chodkiewicz, polsk fältherre.
- Robert Abbot, engelsk teolog.
- Anton Praetorius, tysk präst, reformert teolog, författare och förkämpe mot häxjakt och tortyr.

## Avlidna
- 19 april – Philipp Melanchthon, tysk humanist, reformator.
- 11 juni – Maria av Guise, drottning av Skottland 1538–1542 (gift med Jakob V)
- 7 augusti – Anastasia Romanovna, tsaritsa av Ryssland.
- 14 september – Anton Fugger, möjligen den rikaste mannen i världshistorien.
- 29 september – Gustav Vasa, Sveriges riksföreståndare 1521–1523 och kung av Sverige sedan 1523.
- 25 november – Andrea Doria, italiensk furste.
- 5 december – Frans II, skotsk prinsgemål sedan 1558 (gift med Maria I) och kung av Frankrike sedan 1559

### Fotnoter
1. ↑  World Statesmen